# Innocence Lost National Initiative
Die Innocence Lost National Initiative (dt. Nationale Initiative Verlorene Unschuld) ist ein Programm der US-amerikanischen Bundespolizei FBI gegen Kinderprostitution. Die Aktion läuft seit 2003.

## Fahndung
Auf die Kinder und Jugendlichen stieß das FBI während der Operation häufig dank Anzeigen auf der Website Backpage.com. Die Betreiber der Kontakt-Seite hatten mit dem FBI zusammengearbeitet. Die Verantwortlichen der Webseite sagten der Washington Post, sie hätten die illegalen Kontaktanzeigen absichtlich nicht gelöscht, da die Zuhälter sonst einfach auf andere Webseiten ausgewichen wären, die nicht mit den Behörden zusammenarbeiteten.

## Aktion Cross Country 2013
Bei einer dreitägigen Razzia in Casinos, Motels und Autobahnraststätten in 76 US-Städten hatte das FBI Ende Juli 2013 über 100 sexuell missbrauchte Jugendliche befreit und rund 150 mutmaßliche Zuhälter festgenommen. Die meisten der geretteten Minderjährigen waren zwischen 13 und 16 Jahren alt.
Die FBI-Bundespolizisten suchten zunächst Kontakt zu den minderjährigen Prostituierten und machten mit Hilfe ihrer Angaben die mutmaßlichen Zuhälter ausfindig.
In San Francisco wurden zwölf Jugendliche gerettet, die als Prostituierte arbeiteten, in Detroit weitere zehn. Auch in Las Vegas, in New Orleans und Oklahoma City wurden Zuhälter verhaftet und Kinder befreit.
Bei der Aktion erklärte das FBI zu den Hintergründen der Kinder, dass es sich in den meisten Fällen um Kinder handele, die nach einem Streit oder einem Konflikt ihre Familien verlassen hätten. Dies sei auch der Grund, wieso kein Erwachsener die Vermissten der Polizei gemeldet habe.
Der Einsatz auf lokaler, regionaler sowie Bundesebene erfolgte in Zusammenarbeit mit dem National Center for Missing and Exploited Children (NCMEC) (dt. Nationales Zentrum für vermisste und ausgebeutete Kinder). Deren damaliger Präsident John Ryan erklärte, es sei einmal mehr deutlich geworden, „wie viele amerikanische Kinder jeden Tag für Sex verkauft werden, häufig im Internet“.

## Hintergrund
Nach der Razzia 2013 erklärte das FBI, die befreiten Jugendlichen hätten eine „Kultur des Missbrauchs, physisch wie emotional“ erlebt. Das FBI hätte es mit Opfern zu tun, die Drogen und Ausbeutung als völlig normal empfänden. In dem unstabilen Umfeld, in dem diese Kinder lebten, würden sie nicht erwarten, dass „jemand für mehr als eine halbe Stunde oder eine Stunde für sie sorgt und sie pflegt“, sagte der damalige Vize-Chef des FBI Ronald Hosko.
Die jungen Prostituierten werden in der Regel nicht angeklagt, da sie in den meisten Fällen von ihren Zuhältern abhängig waren.

## Ergebnisse
Seit dem Start der Initiative im Jahre 2003 wurden bis 2013 mehr als 2700 sexuell ausgebeutete Kinder gerettet sowie 1350 Täter verurteilt; zehn von ihnen zu lebenslanger Haft.